# 廷肯-巴赫河
51°24′25″N 7°13′58″E / 51.4069428°N 7.2328838°E
廷肯-巴赫河（德語：Tünken-Bach），是德國的河流，位於該國西部，處於北萊茵-威斯特法倫州，屬於普萊斯巴赫河的支流，流經哈廷根，河道全長0.2公里。